# Mezinárodní filmový festival bratrů Manakiových
Mezinárodní filmový festival "Bratrů Manakiových" (známý také pod kratším názvem Filmový festival Manaki makedonsky Интернационалниот фестивал на филмска камера "Браќа Манаки"; ИФФК Браќа Манаки) je každoroční mezinárodní severomakedonský filmový festival organizovaný od roku 1979 Makedonskou filmovou profesionální asociací (MFPA).
Festival se koná ve městě Bitola, kde byla organizována většina činností aromunských bratrů Manakiových. Byli to filmaři, kteří v roce 1905 natáčeli v Avdele první filmy na Osmánském Balkáně. Každý rok je festival podporován Ministerstvem kultury Severní Makedonie a prezidentem Severní Makedonie. Cenou festivalu je Camera 300, kterou získá nejlepší letošní film. Cenu uděluje filmová komise.
Filmový festival se koná v Kulturním centru, který se nachází v centru města Bitola. Zúčastnilo se jej mnoho celebrit jako například Rade Šerbedžija, Miki Manojlovic, Mirjana Karanovic, Michael York, Charles Dance, Victoria Abril, Daryl Hannah, Catherine Deneuve, Isabelle Huppertová a mnoho dalších.

## Golden Camera 300 za životní úspěch
- 1996: Milton Manaki
- 1997: Ljube Petkovski a Branko Mihajlovski
- 1998: Sven Nykvist
- 1999: Jerzy Wojcik
- 2000: Freddie Francis
- 2001: Miroslav Ondříček a Henri Alekan
- 2002: Tonino Delli Colli
- 2003: Raoul Coutard
- 2004: Vadim Yusov
- 2005: Vittorio Storaro
- 2006: Michael Ballhaus
- 2007: Anatoli Petritsky
- 2008: Walter Carvalho
- 2009: Billy Williams a Peter Suschitzky
- 2010: Vilmos Zsigmond
- 2011: Dante Spinotti
- 2012: Luciano Tovoli
- 2013: José Luis Alcaine[4][1]
- 2014: Chris Menges
- 2015: Božidar Nikolić, Jaromír Šofr, Ryszard Lenczewski[5]
- 2016: Robby Müller,[6] John Seale[7]
- 2017: Giuseppe Rotunno[8] a Pierre Lhomme[9]
- 2018: Roger Deakins[10]

## Speciální Golden Camera 300
- 2000: Jiří Menzel
- 2002: Robby Müller
- 2003: Christopher Doyle
- 2006: Charles Dance
- 2007: Branko Lustig
- 2008: Veljko Bulajić a Karen Shakhnazarov
- 2009: Victoria Abril a Anthony Dod Mantle
- 2010: Daryl Hannah a Roger Pratt
- 2011: Bruno Delbonnel a Miki Manojlovic
- 2012: Christian Berger a Catherine Deneuve
- 2013: Agnès Godard a Isabelle Huppertová
- 2014: Luca Bigazzi[11] a Juliette Binoche
- 2015: Alexej Serebrjakov a Bruno Ganz[12]
- 2016: Phedon Papamichael[13]
- 2017: Milčo Mančevski[14]
- 2018: Claudia Cardinale[15]

## Golden Camera 300
- 1993: Vilko Filac za „Arizona Dream“
- 1994: Gerard Simon za „Louis, infant king“
- 1995: Stefan Kullänger za „Sommaren“
- 1996: Masao Nakabori za „Maborosi“
- 1997: Sergei Astakhov za „Brat“
- 1998: Walter Carvalho za „Central do Brasil“
- 1999: Jacek Petrycki za „Journey to the Sun“
- 2000: Andreas Höfer za „The Three Lives of Rita“
- 2001: Ryszard Lenczewski za „Palace Transit“
- 2002: Walter Carvalho za „To left of the father“
- 2003: Christopher Doyle za „Hero“ a Barry Ackroyd za „Sweet Sixteen“
- 2004: Rainer Klausmann za „Head-On“
- 2005: Shu Yang Kong za „That“

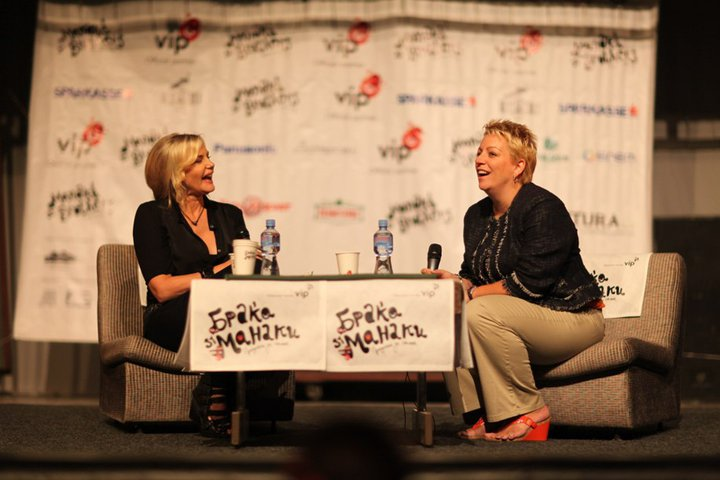
Daryl Hannah, exkluzivní host na filmovém festivale Manaki (2010)

- 2006: Stéphane Fontaine za The Beat my heart stopped“
- 2007: Dragan Markovic za „Zivi i Mrtvi“ a Jaromír Šofr za „Obsluhoval jsem anglického krále“
- 2008: Rodrigo Prieto Lust za „Caution“
- 2009: Natasha Braier za „Fausta“
- 2010: Marin Gschlacht za „Women Without Men“
- 2011: Fred Kelemen za „The Turin Horse“[16]
- 2012: Jolanta Dylewska za „In Darkness“
- 2013: Kiko de la Rica za „Blancanieves“
- 2014: Valentyn Vasyanovych za „The Tribe“
- 2015: Mátyás Erdély za „Son of Saul“
- 2016: Jani-Petteri Passi za „The Happiest Day in the Life of Olli Mäki“
- 2017: Marcell Rev za „Jupiter’s Moon“
- 2018: Hong Kyung-pyo za „Burning“

## Silver Camera 300
- 2011: Michael Krichman za „Quiet Souls“
- 2012: Alisher Khamidkhadjaev za „Living“
- 2013: Virginie Saint-Martin za „Tango Libre“
- 2014: Ryszard Lenczewski za „Ida“
- 2015: Adam Arkapaw za „Macbeth“
- 2016: Ruben Impens za „Belgica“[17]
- 2017: Reiner Klausmann za „Odnikud“[18]
- 2018: Éric Gautier za „Ash Is Purest White“

## Seznam ředitelů festivalu
Funkce ředitele byla uvedena v roce 1993.
- Boris Nonevski (1993–1995)
- Gorjan Tozija (1995–1995)
- Delcho Mihajlov (1996–1998)
- Vladimir Atanasov (1998–2001)
- Tomi Salkovski (2001–2009)
- Labina Mitevska (2009–2014)[19]
- Dimitar Nikolov (2015–2015)[20]
- Blagoja Kunovski (2016–2018)[21]
- Evgenija Teodosievska (2018-?)[22]

## Světové, regionální a národní premiéry
- 2004: „Velká voda“ (Големата вода) – národní premiéra
- 2005: „Kontakt“ (Контакт) – světová premiéra
- 2006: „Tajnata kniga (česky Tajná kniha, orginál Тајната книга) – světová premiéra
- 2010: „Matky (Мајки) – národní premiéra
- 2012: „Třetí poločas (Трето полувреме) – světová premiéra
- 2012: „Balkan Is Not Dead (česky Balkán není mrtev, originál Балканот не е мртов) – světová premiéra
- 2013: „Pokoj s piánem (Соба со пијано) – světová premiéra
- 2014: „Až na dřeň! (До балчак) – světová premiéra
- 2014: „Děti slunce (Деца на сонцето) – světová premiéra
- 2015: „Lazar (Лазар) – světová premiéra
- 2016: „Osloboduvanje na Skopje (česky Osvobození Skopje, originál Ослободувањето на Скопјe) – národní premiéra[13]
- 2016: „Golden Five (česky Zlatá pětka, orginál Златна Петорка) – světová premiéra[13]